# 100 rzeczy do zrobienia zanim zostanę zombie
100 rzeczy do zrobienia, zanim zostanę zombie (jap. ゾン100 ～ゾンビになるまでにしたい100のこと～ Zon 100 ~ Zonbi ni naru made ni shitai 100 no koto ~) – manga napisana przez Haro Asō z ilustracjami Kotaro Takaty, publikowana na łamach magazynu „Gekkan Sunday Gene-X” wydawnictwa Shōgakukan od października 2018. Na jej podstawie studio Bug Films wyprodukowało serial anime, który emitowano od lipca do grudnia 2023.
Film live action w oparciu o mangę miał premierę w sierpniu 2023 w serwisie Netflix.

## Fabuła
Po latach pracy w firmie, która ma za nic kodeks pracy i prawa pracownika, życie Akiry Tendo straciło blask. Zarabia marne grosze, jego mieszkanie jest w nieładzie, nie ma nawet wystarczająco odwagi, by wyznać miłość koleżance z pracy. Jednak kiedy jego miasto zaczyna pustoszyć apokalipsa zombie, daje mu to impuls, by zacząć żyć pełnią życia. Od teraz Akira obiera sobie za cel skreślenie wszystkich 100 pozycji z listy rzeczy do zrobienia, zanim sam zamieni się w zombie.

## Bohaterowie
- Akira Tendo (jap. 天道 輝 Tendō Akira)

Seiyū: Shūichirō Umeda 
- Shizuka Mikazuki (jap. 三日月 閑 Mikazuki Shizuka)

Seiyū: Tomori Kusunoki 
- Kenichiro Ryuzaki (jap. 竜崎 憲一朗 Ryūzaki Ken’ichirō) / Kencho (jap. ケンチョ)

Seiyū: Makoto Furukawa 
- Beatrix Amerhauser (jap. ベアトリクス・アメルハウザー Beatorikusu Ameruhauzā) / Bea (jap. ベア)

Seiyū: Minami Takahashi 
- Gonzo Kosugi (jap. 小杉 権蔵 Kosugi Gonzō)

Seiyū: Kenta Miyake 

## Manga
Pierwszy rozdział mangi został opublikowany 18 października 2018 w magazynie „Gekkan Sunday Gene-X”. Następnie wydawnictwo Shōgakukan rozpoczęło zbieranie rozdziałów do wydań w formacie tankōbon, których pierwszy tom ukazał się 19 marca 2019. Według stanu na 19 czerwca 2024, do tej pory wydano 17 tomów.
W Polsce wydanie mangi zapowiedziało Studio JG, natomiast jej premiera odbyła się 21 października 2022.
| Nr | Język japoński       | Język japoński         | Język polski         | Język polski           |
| Nr | Data wydania         | ISBN                   | Data wydania         | ISBN                   |
| --- | -------------------- | ---------------------- | -------------------- | ---------------------- |
| 1 | 19 marca 2019        | ISBN 978-4-09-157561-6 | 21 października 2022 | ISBN 978-83-8001-978-2 |
| Lista rozdziałów - 1. Akira of the Dead (jap. アキラオブザデッド Akira obu za deddo) - 2. Bucket List of the Dead (jap. バケットリストオブザデッド Baketto risuto obu za deddo) - 3. Best Friend of the Dead (jap. ベストフレンドオブザデッド Besuto furendo obu za deddo) - 3,5. Sakuramochi of the Dead (jap. サクラモチオブザデッド Sakura mochi obu za deddo) |                      |                        |                      |                        |
| 2 | 19 lipca 2019        | ISBN 978-4-09-157568-5 | 17 lutego 2023       | ISBN 978-83-8257-057-1 |
| Lista rozdziałów - 4. Stewardess of the Dead 1 (jap. CAオブザデッド① CA obu za deddo 1) - 5. Stewardess of the Dead 2 (jap. CAオブザデッド② CA obu za deddo 2) - 6. Hero of the Dead 1 (jap. ヒーローオブザデッド① Hīrō obu za deddo 1) - 7. Hero of the Dead 2 (jap. ヒーローオブザデッド② Hīrō obu za deddo 2) |                      |                        |                      |                        |
| 3 | 18 października 2019 | ISBN 978-4-09-157575-3 | 18 maja 2023         | ISBN 978-83-8257-075-5 |
| Lista rozdziałów - 8. Camping Car of the Dead (jap. キャンピングカーオブザデッド Kyanpingu kā obu za deddo) - 9. Service Area of the Dead 1 (jap. SAオブザデッド① SA obu za deddo 1) - 10. Service Area of the Dead 2 (jap. SAオブザデッド② SA obu za deddo 2) - 11. Service Area of the Dead 3 (jap. SAオブザデッド③ SA obu za deddo 3) |                      |                        |                      |                        |
| 4 | 19 lutego 2020       | ISBN 978-4-09-157587-6 | 10 lipca 2023        | ISBN 978-83-8257-101-1 |
| Lista rozdziałów - 12. Sushi of the Dead (jap. スシオブザデッド Sushi obu za deddo) - 13. Hot Springs of the Dead (jap. ホットスプリングオブザデッド Hotto supuringu obu za deddo) - 14. Treehouse of the Dead (jap. ツリーハウスオブザデッド Tsurīhausu obu za deddo) - 15. Hometown of the Dead 1 (jap. ホームタウンオブザデッド① Hōmutaun obu za deddo 1) - Dodatek specjalny. Show Club of the Dead (jap. ショークラブオブザデッド Shō Kurabu obu za deddo)                                |                      |                        |                      |                        |
| 5 | 19 czerwca 2020      | ISBN 978-4-09-157598-2 | 22 września 2023     | ISBN 978-83-8257-243-8 |
| Lista rozdziałów - 16. Hometown of the Dead 1 (jap. ホームタウンオブザデッド② Hōmutaun obu za deddo 2) - 17. Hometown of the Dead 2 (jap. ホームタウンオブザデッド③ Hōmutaun obu za deddo 3) - 18. Hometown of the Dead 3 (jap. ホームタウンオブザデッド④ Hōmutaun obu za deddo 4) - 19. Hometown of the Dead 4 (jap. ホームタウンオブザデッド⑤ Hōmutaun obu za deddo 5) - Dodatek specjalny. Matching of the Dead (jap. マッチングアプリオブザデッド Macchingu apuri obu za deddo)            |                      |                        |                      |                        |
| 6 | 16 października 2020 | ISBN 978-4-09-157609-5 | 15 stycznia 2024     | ISBN 978-83-8257-318-3 |
| Lista rozdziałów - 20. Hometown of the Dead 5 (jap. ホームタウンオブザデッド⑥ Hōmutaun obu za deddo 6) - 21. Hometown of the Dead 6 (jap. ホームタウンオブザデッド⑦ Hōmutaun obu za deddo 7) - 22. Cross-Country of the Dead (jap. クロスカントリーオブザデッド Kurosu-Kantorī obu za deddo) - Dodatek specjalny. Meat on the Bone of the Dead (jap. マンガニク オブ ザ デッド Manganiku obu za deddo) - Dodatek specjalny. Kosaka of the Dead (jap. コーサカオブザデッド Kōsaka obu za deddo) |                      |                        |                      |                        |
| 7 | 19 stycznia 2021     | ISBN 978-4-09-157621-7 | 17 kwietnia 2024     | ISBN 978-83-8257-401-2 |
| Lista rozdziałów - 23. Spartathlon of the Dead (jap. スパルタスロンオブザデッド Suparutasuron obu za deddo) - 24. Suite of the Dead 1 (jap. スイートルームオブザデッド① Suītorūmu obu za deddo 1) - 25. Suite of the Dead 2 (jap. スイートルームオブザデッド② Suītorūmu obu za deddo 2) - 26. Suite of the Dead 3 (jap. スイートルームオブザデッド③ Suītorūmu obu za deddo 3) - Dodatek specjalny. Akira in Borderland (jap. 今際の国のアキラ Imawa no kuni no Akira)                          |                      |                        |                      |                        |
| 8 | 19 maja 2021         | ISBN 978-4-09-157609-5 | 14 czerwca 2024      | ISBN 978-83-8257-455-5 |
| Lista rozdziałów - 27. Sake of the Dead (jap. サケオブザデッド Sake obu za deddo) - 28. Dinosaurs of the Dead 1 (jap. ダイナソーオブザデッド① Dainasō obu za deddo 1) - 29. Dinosaurs of the Dead 2 (jap. ダイナソーオブザデッド② Dainasō obu za deddo 2) - 30. Boredom of the Dead (jap. ヒツマブシオブザデッド Hitsumabushi obu za deddo) |                      |                        |                      |                        |
| 9 | 19 października 2021 | ISBN 978-4-09-157653-8 | 19 sierpnia 2024     | ISBN 978-83-8257-500-2 |
| Lista rozdziałów - 31. Mirionea obu za deddo 1 (jap. ミリオネアオブザデッド①) - 32. Mirionea obu za deddo 2 (jap. ミリオネアオブザデッド②) - 33. Mirionea obu za deddo 3 (jap. ミリオネアオブザデッド③) - 34. Mirionea obu za deddo 4 (jap. ミリオネアオブザデッド④) - Dodatek specjalny. Howaitoningu obu za deddo (jap. ホワイトニングオブザデッド) |                      |                        |                      |                        |
| 10 | 18 lutego 2022       | ISBN 978-4-09-157669-9 | —                    |                        |
| Lista rozdziałów - 35. Mirionea obu za deddo 5 (jap. ミリオネアオブザデッド⑤) - 36. Geisha obu za deddo 1 (jap. ゲイシャオブザデッド①) - 37. Geisha obu za deddo 2 (jap. ゲイシャオブザデッド②) - 38. Pirugurimeiji obu za deddo (jap. ピルグリメイジオブザデッド①) |                      |                        |                      |                        |
| 11 | 17 czerwca 2022      | ISBN 978-4-09-157681-1 | —                    |                        |
| Lista rozdziałów - 39. Pirugurimeiji obu za deddo 2 (jap. ピルグリメイジオブザデッド②) - 40. Pirugurimeiji obu za deddo 3 (jap. ピルグリメイジオブザデッド③) - 41. Kurūzā obu za deddo 1 (jap. クルーザーオブザデッド①) - 42. Kurūzā obu za deddo 2 (jap. クルーザーオブザデッド②) |                      |                        |                      |                        |
| 12 | 17 listopada 2022    | ISBN 978-4-09-157700-9 | —                    |                        |
| Lista rozdziałów - 43. Dezāto airando obu za deddo 1 (jap. デザートアイランドオブザデッド①) - 44. Dezāto airando obu za deddo 2 (jap. デザートアイランドオブザデッド②) - 45. SL obu za deddo (jap. SLオブザデッド) - 46. Pureshasu obu za deddo (jap. プレシャスオブザデッド) |                      |                        |                      |                        |
| 13 | 17 lutego 2023       | ISBN 978-4-09-157728-3 | —                    |                        |
| Lista rozdziałów - 47. Sabagē obu za deddo 1 (jap. サバゲーオブザデッド①) - 48. Sabagē obu za deddo 2 (jap. サバゲーオブザデッド②) - 49. Sabagē obu za deddo 3 (jap. サバゲーオブザデッド③) - 50. Sabagē obu za deddo 4 (jap. サバゲーオブザデッド④) |                      |                        |                      |                        |
| 14 | 30 czerwca 2023      | ISBN 978-4-09-157756-6 | —                    |                        |
| Lista rozdziałów - 51. Sabagē obu za deddo 5 (jap. サバゲーオブザデッド⑤) - 52. Guranpa obu za deddo 1 (jap. グランパオブザデッド①) - 53. Guranpa obu za deddo 2 (jap. グランパオブザデッド②) - 54. Burū mārin obu za deddo (jap. ブルーマーリン・オブ・ザ・デッド) |                      |                        |                      |                        |
| 15 | 19 sierpnia 2023     | ISBN 978-4-09-157781-8 | —                    |                        |
| Lista rozdziałów - 55. Dorufin obu za deddo 1 (jap. ドルフィンオブザデッド①) - 56. Dorufin obu za deddo 2 (jap. ドルフィンオブザデッド②) - 57. Dorufin obu za deddo 3 (jap. ドルフィンオブザデッド③) - Dodatek specjalny. Imawa no kuni no kencho (jap. 今際の国のケンチョ) - Dodatek specjalny. Meikingu obu za deddo (anime-hen) (jap. メイキングオブザデッド(アニメ編)) - Dodatek specjalny. Meikingu obu za deddo (jissha eiga) (jap. メイキングオブザデッド(実写映画))                    |                      |                        |                      |                        |
| 16 | 19 lutego 2024       | ISBN 978-4-09-157795-5 | —                    |                        |
| Lista rozdziałów - 58. Horā manshon obu za deddo 1 (jap. ホラーマンションオブザデッド①) - 59. Horā manshon obu za deddo 2 (jap. ホラーマンションオブザデッド②) - 60. Horā manshon obu za deddo 3 (jap. ホラーマンションオブザデッド③) - 61. Hapinesu obu za deddo (jap. ハピネス オブ ザ デッド) |                      |                        |                      |                        |
| 17 | 19 czerwca 2024      | ISBN 978-4-09-157826-6 | —                    |                        |
| Lista rozdziałów - 62. Autā supēsu obu za deddo 1 (jap. アウタースペースオブザデッド①) - 63. Autā supēsu obu za deddo 2 (jap. アウタースペースオブザデッド②) - 64. Autā supēsu obu za deddo 3 (jap. アウタースペースオブザデッド③) - 65. Autā supēsu obu za deddo 4 (jap. アウタースペースオブザデッド④) |                      |                        |                      |                        |

## Anime
6 stycznia 2023 ogłoszono adaptację w formie telewizyjnego serialu anime, jako część umowy między Viz Media, Shōgakukan i Shōgakukan-Shūeisha Productions. Seria została wyprodukowana przez studio Bug Films i wyreżyserowana przez Kazukiego Kawagoe, wraz z Hanako Uedą jako asystentką reżysera. Scenariusz napisał Hiroshi Seko, postacie zaprojektuje Kii Tanaka, projekty zombie przygotował Junpei Fukuchi, a muzykę skomponował Makoto Miyazaki. Seria była emitowana od 9 lipca do 26 grudnia 2023 w stacjach MBS i TBS. Motywem otwierającym jest „Song of the Dead” (jap. ソングオブザデッド Songu obu za deddo) autorstwa Kana-Boon, końcowym zaś „Happiness of the Dead” (jap. ハピネス オブ ザ デッド Hapinesu obu za deddo) w wykonaniu Shiyui. Prawa do streamingu serii nabył Crunchyroll.

### Lista odcinków
| №         | Tytuł | Premiera         |
| --------- | --- | ---------------- |
| 1         | Akira of the Dead Akira obu za deddo (アキラ オブ ザ デッド) | 9 lipca 2023     |
| 2         | Bucket List of the Dead Baketto risuto obu za deddo (バケットリスト オブ ザ デッド) | 16 lipca 2023    |
| 3         | Best Friend of the Dead Besuto furendo obu za deddo (ベストフレンド オブ ザ デッド) | 23 lipca 2023    |
| 4         | Flight Attendant of the Dead Shī-ē obu za deddo (CA オブ ザ デッド) | 30 lipca 2023    |
| Specjalny | Zom 100 Special Program: 100 Things You Need to Prepare to Run Away from Zombies Zom 100 tokuban ~Zombie kara nigekiru tame ni junbi shitai 100 no koto~ (ゾン100 特番～ゾンビから逃げ切るために準備したい100のこと～) | 6 sierpnia 2023  |
| 5         | Hero of the Dead Hīrō obu za deddo (ヒーロー オブ ザ デッド) | 13 sierpnia 2023 |
| 6         | RV of the Dead Kyanpingu kā obu za deddo (キャンピングカー オブ ザ デッド) | 27 sierpnia 2023 |
| 7         | Truck Stop of the Dead Esu-ā obu za deddo (SA オブ ザ デッド) | 3 września 2023  |
| 8         | Sushi & Hot Springs of the Dead Sushi & hotto supuringu obu za deddo (スシ＆ホットスプリング オブ ザ デッド) | 17 września 2023 |
| 9         | Treehouse of the Dead Tsurīhausu obu za deddo (ツリーハウス オブ ザ デッド) | 24 września 2023 |
| 10        | Hometown of the Dead I Hōmutaun obu za deddo I (ホームタウン オブ ザ デッド I) | 25 grudnia 2023  |
| 11        | Hometown of the Dead II Hōmutaun obu za deddo II (ホームタウン オブ ザ デッド II) | 26 grudnia 2023  |
| 12        | Hometown of the Dead III Hōmutaun obu za deddo III (ホームタウン オブ ザ デッド III) | 26 grudnia 2023  |

## Film live action
7 czerwca 2022, podczas transmisji na żywo Geeked Week, serwis Netflix zapowiedział powstanie adaptacji w postaci filmu live action. Film wyreżyserował Yusuke Ishida, scenariusz napisał Tatsuro Mishima, rolę producenta pełnił zaś Akira Morii we współpracy z ROBOT i Plus One Entertainment. Premiera odbyła się 3 sierpnia 2023.

### Obsada
- Akira Tendo – Eiji Akaso[41]
- Shizuka Mikazuki – Mai Shiraishi[44]
- Kenichiro Ryuuzaki – Shuntarō Yanagi[44]
- Gonzo Kosugi – Kazuki Kitamura[44]